# Fora de temporada
Fora de temporada (títol original en francès, Hors-saison) és una pel·lícula de drama romàntic francesa del 2023 dirigida per Stéphane Brizé, que va coescriure el guió amb Marie Drucker. S'ha subtitulat al català.
La pel·lícula va ser seleccionada per competir pel Lleó d'Or al 80è Festival Internacional de Cinema de Venècia, on es va exhibir per primer cop el 8 de setembre de 2023. Va ser estrenat als cinemes a França el 20 de març de 2024.